# Jefferson Columbus Davis
Jefferson Columbus Davis (Contea di Clark, 2 marzo 1828 – Chicago, 30 novembre 1879) è stato un generale statunitense.

## Biografia
Nativo dell'Indiana, appena diciottenne si arruolò volontario nell'esercito statunitense per partecipare alla guerra contro il Messico. Per il suo coraggio fece rapidamente carriera, fino a diventare primo tenente nel 1852.
Nel 1858 venne inviato di stanza a Fort Sumter, in Carolina del Sud, di cui fu anche brevemente il primo comandante. Ceduto il controllo della fortezza al maggiore Robert Anderson, fu tra coloro che ne sostennero l'assedio e bombardamento nel 1861, e fu quindi testimone dell'inizio della guerra civile americana. La sua fama in seguito crebbe anche per una curiosa coincidenza: era infatti omonimo del presidente degli Stati Confederati d'America Jefferson Davis, suo principale nemico.
Considerato un eroe, venne rapidamente promosso brigadier generale dei volontari e si dimostrò tra i comandanti più propositivi e capaci dell'Unione, distinguendosi nelle operazioni lungo il fiume Mississippi. La sua carriera venne tuttavia macchiata da un fatto increscioso: nel 1862 si era posto sotto il comando del generale William Nelson, ma i rapporti con lui si erano presto deteriorati, finché il 29 settembre 1862, in seguito ad un violento alterco, Nelson schiaffeggiò Davis, ed egli per vendetta poco dopo lo colse di sorpresa e gli sparò al cuore, uccidendolo.
L'omicidio del generale Nelson fece molto scalpore, e inizialmente pareva che Davis, l'eroe di Fort Sumter, avrebbe pagato con la vita il proprio gesto. Vista tuttavia la difficile situazione bellica per i nordisti, il suo giudizio venne sospeso e il generale riammesso nell'esercito per la cronica scarsità di comandanti capaci. L'infamia della sua azione tuttavia pregiudicò a Davis qualsiasi possibilità di promozione, e per il resto del suo servizio sarebbe rimasto solo brigadier generale.
Continuò a distinguersi durante il resto della guerra civile, tanto che durante le successive guerre indiane fu uno dei principali capi della lotta ai nativi americani. Tra il 1867 e il 1870 fu a capo del neocostituito dipartimento dell'Alaska, poi tornò a sud per comandare l'esercito americano nella guerra modoc. In particolare sconfisse i Modoc alla decisiva battaglia di Dry Lake, spezzandone la resistenza e obbligandoli alla resa.
Venne in seguito trasferito di stanza a Chicago, dove morì improvvisamente nel 1879 mentre comandava il presidio della città.